# Jan Gnägi
Jan Gnägi (* 11. August 1991 in Biel) ist ein Schweizer Politiker (Die Mitte, vormals BDP).

## Politische Laufbahn
Gnägi trat am 21. Juni 2008 als Gründungsmitglied der BDP des Kantons Bern bei und wurde am 6. Mai 2009 zum ersten Präsidenten der BDP-Sektion Jäissberg gewählt. Gnägi war ab 2009 Sekretär der BDP Seeland.
Bei den  Wahlen vom 28. März 2010 wurde er im Wahlkreis Biel-Seeland mit 4'859 Stimmen als jüngstes Mitglied in den Grossen Rat gewählt. Bei den Wahlen 2014 erhielt er 5'471 Stimmen und landete auf dem ersten Ersatzplatz. Aufgrund des Nachrückens von Heinz Siegenthaler in den Nationalrat konnte er seinen Sitz im Grossen Rat dennoch behalten. Bei den Grossratswahlen 2018 wurde Jan Gnägi mit dem besten Resultat seiner Liste wiedergewählt. Für die Grossratswahlen 2022 stellte sich nicht wieder zur Wahl. 2021 wurde er gemeinsam mit Astrid Bärtschi und Reto Nause parteiintern als möglicher Nachfolger von Regierungsrätin Beatrice Simon portiert. Astrid Bärtschi setzte sich schlussendlich bei der Nomination durch.
2016 präsidierte Gnägi das OK des Seeländischen Landesteilschiessens 2016. Von 2015 bis 2021 war er zudem Präsident der Freiwilligenagentur BENEVOL Biel und Umgebung. 2018 wurde er zum Präsident der BDP Kanton Bern gewählt, welche am 24. März 2021 mit der CVP des Kantons Bern zu Die Mitte Kanton Bern fusioniert hat. Seit Juni 2021 ist er Vizepräsident von Die Mitte Schweiz. 2023 kandidierte er bei den eidgenössischen Wahlen auf der Stammliste der Mitte Kanton Bern für einen Sitz im Nationalrat. Seit 2024 ist er Geschäftsführer der Mitte Kanton Bern und Präsident des Verbandes Bernischer Jugendmusiken.
Gnägi ist Betriebswirtschafter und wohnt in Kappelen bei Aarberg. Er ist verheiratet und Vater eines Sohnes. 